# Shangri-La (álbum de Mucc)
Shangri-La (シャングリラ) é décimo primeiro álbum de estúdio da banda japonesa de rock MUCC, lançado em 28 de novembro de 2012. 

## Visão geral
Foi lançado em três edições: a Regular Edition, Limited Edition e Complete Production Edition. A Regular Edition inclui apenas o CD de 13 faixas, a Limited Edition inclui um DVD ao vivo da perfomance "-MUCC 15th Anniversary year Live(s)-'97-11" em Sendai e a Complete Production Edition contém um encarte bônus e outro DVD ao vivo da perfomance de mesmo nome, desta vez em Nagoya.
"G.G." é música tema da versão japonesa do filme The Woman in Black e "Kyōran Kyoshō -21st Century Baby-" foi usada como música tema do filme "Fuan no Tane".

## Recepção
Alcançou décima oitava posição nas paradas da Oricon Albums Chart.

## Faixas
| N.º            | Título                                                           | Letras         | Música                | Duração |  |
| 1.             | "Mr. Liar"                                                       | Miya           | Miya                  | 4:15    |  |
| 2.             | "G.G."                                                           | Tatsurou       | Miya                  | 4:25    |  |
| 3.             | "Arcadia" (アルカディア, com Daishi Dance)                       | Miya           | Miya                  | 4:51    |  |
| 4.             | "Nirvana" (ニルヴァーナ, Shangri-La Edit)                        | Miya           | Miya                  | 4:00    |  |
| 5.             | "Honey" (ハニー)                                                 | Miya           | Miya                  | 3:30    |  |
| 6.             | "Schūchaku no Kane" (終着の鐘)                                   | Miya, Tatsurou | Miya, Tatsurou, Yukke | 3:23    |  |
| 7.             | "Pure Black" (ピュアブラック)                                    | Tatsurou       | Yukke                 | 3:41    |  |
| 8.             | "Kyōrankyoshō ~21st Century Baby~" (狂乱狂唱~21st Century Baby~) | Tatsurou       | Tatsurou              | 3:26    |  |
| 9.             | "Marry You"                                                      | Tatsurou       | Tatsurou              | 4:09    |  |
| 10.            | "Yozora no Craypas" (夜空のクレパス)                             | Tatsurou       | Miya                  | 4:07    |  |
| 11.            | "You & I"                                                        | Miya           | Miya, Satochi         | 4:17    |  |
| 12.            | "Mother"                                                         | Miya           | Miya                  | 3:57    |  |
| 13.            | "Shangri-La" (シャングリラ)                                      | Miya           | Miya                  | 6:28    |  |
| Duração total: | Duração total:                                                   | Duração total: | Duração total:        | 54:36   |  |

| Faixa escondida |            |        |        |         |  |
| N.º             | Título     | Letras | Música | Duração |  |
| 69.             | "Mad Yack" | Miya   | Miya   |         |  |

### Limited Edition
| -Mucc 15th Anniversary year Live(s)-"97-12″ em 13 de setembro de 2012 no Sendai Rensa |                              |         |  |
| N.º                                                                                   | Título                       | Duração |  |
| 1.                                                                                    | "Kokuen" (黒煙)              |         |  |
| 2.                                                                                    | "Fuzz -Thunder Groove Ver.-" |         |  |
| 3.                                                                                    | "Gekkō" (月光)               |         |  |
| 4.                                                                                    | "Tōei" (燈映)                |         |  |
| 5.                                                                                    | "Shōfu" (娼婦)               |         |  |
| 6.                                                                                    | "Kokoiro" (心色)             |         |  |
| 7.                                                                                    | "Akatsuki Yami" (暁闇)       |         |  |
| 8.                                                                                    | "Ieji" (家路)                |         |  |
| 9.                                                                                    | "Ryūsei" (流星)              |         |  |
| 10.                                                                                   | "Yasashii Uta" (優しい歌)    |         |  |

### Complete Production Edition
| -Mucc 15th Anniversary year Live(s)-"97-12″ em 16 de setembro de 2012 no Zepp Nagoya |                                                     |         |  |
| N.º                                                                                  | Título                                              | Duração |  |
| 1.                                                                                   | "Fukurō no Yurikago" (梟の揺り篭)                   |         |  |
| 2.                                                                                   | "Anjelier" (アンジャベル)                           |         |  |
| 3.                                                                                   | "Zetsubō" (絶望)                                    |         |  |
| 4.                                                                                   | "Gentō Sanka" (幻燈讃歌)                            |         |  |
| 5.                                                                                   | "Kare (Kare) ga Shinda Hi" (友達（カレ）が死んだ日) |         |  |
| 6.                                                                                   | "4-gatsu no Rengesō" (4月のレンゲ草)                |         |  |
| 7.                                                                                   | "Nijūgoji no Yūutsu" (25時の憂鬱)                   |         |  |
| 8.                                                                                   | "Tsuki no Yoru" (月の夜)                            |         |  |
| 9.                                                                                   | "Ame no Orchestra" (雨のオーケストラ)               |         |  |
| 10.                                                                                  | "Kurutta Kajitsu (Warau)" (狂った果実（笑）)        |         |  |

## Ficha técnica
- Tatsurou - vocal
- Miya - guitarra
- Yukke - baixo
- SATOchi  - bateria